# مونتانارو
مونتانارو (به ایتالیایی: Montanaro) یک کومونه در ایتالیا است که در استان تورین واقع شده‌است.

## خصوصیات
مونتانارو ۲۰٫۸ کیلومترمربع مساحت و ۵٬۴۸۲ نفر جمعیت دارد.